# Bifurcariopsidaceae
Famille
Les Bifurcariopsidaceae sont une famille d’algues brunes de l’ordre des Fucales. 

## Étymologie
Le nom vient du genre type Bifurcariopsis, composé du nom de genre Bifurcaria, et du suffixe latin "-opsis", « semblable à », en référence à la ressemblance de cette algue avec le Bifurcaria, algue Fucales de la famille des Sargassaceae, lequel dérive du latin bifurcum, fourchu.

## Liste des genres
Selon AlgaeBase (23 août 2017) et World Register of Marine Species (23 août 2017) :
- Bifurcariopsis Papenfuss, 1940